# Gottikere, Kunigal
Gottikere là một làng thuộc tehsil Kunigal, huyện Tumkur, bang Karnataka, Ấn Độ.